# Aleksandr Diemjanienko
Aleksandr Siergiejewicz Diemjanienko, ros. Александр Сергеевич Демьяненко (ur. 30 maja 1937 roku w Swierdłowsku, zm. 22 sierpnia 1999 w Sankt Petersburgu) – radziecki i rosyjski aktor teatralny oraz filmowy.

## Życiorys
Syn aktora Siergieja Diemjanienki. Po ukończeniu studiów aktorskich w moskiewskiej GITIS, w 1959 rozpoczął pracę w Moskiewskim Teatrze Akademickim im. W. Majakowskiego. Po kilku latach związał się z petersburskim teatrem komediowym im. I. Akimowa, gdzie grał do końca życia.
Na dużym ekranie zadebiutował w 1958 rolą Mitii w filmie Wiatr. Współpraca ze studiem filmowym Lenfilm przyniosła mu największe sukcesy w karierze, w tym rolę Szurika, nierozgarniętego studenta w serii filmów w reżyserii Leonida Gajdaja. Oprócz roli Szurika w jego dorobku znalazło się blisko 100 ról filmowych, w większości epizodycznych. Użyczył głosu postaci partyzanta Sotnikowa w filmie Wniebowstąpienie Larisy Szepitko z 1979 roku. W 1991 uhonorowany tytułem Artysty ludowego ZSRR.
W życiu prywatnym był związany z reżyserką Ludmiłą Diemjanienko. Zmarł w 1999 po długiej chorobie, w wyniku niewydolności krążenia. Pochowany na Cmentarzu Serafimowskim w Sankt-Petersburgu.

## Role filmowe
- 1958: Wiatr jako Mitia
- 1959: Katia-Katiusza jako Kola
- 1961: Dorosłe dzieci jako Igor Winogradow
- 1961: Kariera Dimy Gorina jako Dima Gorin
- 1961: Pokój przychodzącemu na świat jako Aleksander Iwlew
- 1963: Pierwszy trolejbus jako Siergiej
- 1963: Współpracownik CZK jako Aleksiej Michaliew
- 1964: Państwowy przestępca jako Andriej Polikanow
- 1965: Operacja „Y”, czyli przypadki Szurika jako Szurik
- 1967: Kaukaska branka, czyli nowe przygody Szurika jako Szurik
- 1969: Jutro, trzeciego lipca jako milioner
- 1969: Roszada od dłuższego boku jako Boris Lebiediew
- 1970: Misja w Kabule jako Smykow
- 1970: Mój dobry ojciec jako Władimir Iwanow
- 1972: Wybacz i żegnaj jako przewodniczący kołchozu
- 1972: Ostatnie dni Pompei jako Filemon
- 1972: Nauczyciel śpiewu jako Walerij Siergiejewicz
- 1973: Iwan Wasiljewicz zmienia zawód jako Aleksandr Timofiejew
- 1973: Ani słowa o piłce jako ojciec Nadii
- 1975: Jedenaście nadziei jako Wołodia
- 1977: Żuraw na niebie jako Andriej Zabołotnyj
- 1978: Sól ziemi jako Siemion Gribkow
- 1979: Żona odeszła jako Stiepan
- 1979: Śniadanie na trawie jako Wasilij Wasilijewicz
- 1983: Zielona ciężarówka jako Wiktor Szestakow
- 1984: Trzy procenty ryzyka jako Władimir Katasonow
- 1985: Najtrudniejszy pierwszy krok jako Siemionow
- 1990: Areszt śledczy jako Janow
- 1991: Gra o miliony jako Witia
- 1998: Stare pieśni-3 jako Szurik